# Diaminotoluole
Die Diaminotoluole bilden in der Chemie eine Stoffgruppe von aromatischen Verbindungen, die sich sowohl vom Toluol als auch von den Phenylendiaminen ableitet. Die Struktur besteht aus einem Benzolring mit einer angefügten Methylgruppe (–CH3) und zwei Aminogruppen (–NH2) als Substituenten. Durch deren unterschiedliche Anordnung ergeben sich sechs Konstitutionsisomere mit der Summenformel C7H10N2.
| keine Einstufung verfügbar |

| Gefahrensymbol | Gefahrensymbol |

| Gefahrensymbol |

| Gefahrensymbol | Gefahrensymbol |

| Gefahrensymbol | Gefahrensymbol |

| Gefahrensymbol |

| Gefahrensymbol | Gefahrensymbol |

| keine Einstufung verfügbar |